# Heroes (Willie Nelson)
Heroes è un album in studio dell'artista country statunitense Willie Nelson, pubblicato nel 2012.
Il disco contiene alcune cover, canzoni scritte anche dal figlio di Willie, Lukas Nelson, e brani del repertorio di Willie Nelson. Sono presenti diverse collaborazioni.

## Tracce
1. A Horse Called Music (feat. Merle Haggard & Lukas Nelson) – 4:37
2. Roll Me Up and Smoke Me When I Die (feat. Snoop Dogg, Kris Kristofferson & Jamey Johnson) – 3:25
3. That's All There Is to This Song – 3:01
4. No Place to Fly (feat. Lukas Nelson) – 5:06
5. Every Time He Drinks He Thinks of Her (feat. Lukas Nelson) – 2:48
6. Come on Up to the House (feat. Lukas Nelson & Sheryl Crow) – 5:16
7. Hero (feat. Billy Joe Shaver & Jamey Johnson) – 4:38
8. My Window Faces the South (feat. Lukas Nelson) – 2:32
9. The Sound of Your Memory (feat. Lukas Nelson) – 6:10
10. Cold War with You (feat. Lukas Nelson & Ray Price) – 4:04
11. Just Breathe (feat. Lukas Nelson) – 4:02
12. Home in San Antone (feat. Lukas Nelson) – 4:09
13. Come on Back Jesus (feat. Billy Joe Shaver, Lukas Nelson & Micah Nelson) – 3:24
14. The Scientist – 5:05